# 从大海到大海

1921年加拿大国徽上的国家格言

从大海到大海（拉丁語：A Mari Usque Ad Mare）是加拿大的国家格言。这个短语是拉丁文，出自武加大译本的圣经（诗篇 72:8 ）。

## 版本
武加大译本：
"Et dominabitur a mari usque ad mare, et a flumine usque ad terminos terrae"
英王钦定本: 
"He shall have dominion also from sea to sea, and from the river unto the ends of the earth"
聖經和合本:
“他要執掌權柄、從這海直到那海、從大河直到地極。”

## 含义
美国人常用“from coast to coast”（从海岸到海岸）指“全国各地”，但加拿大人则喜用“from sea to sea”，因为对加拿大人来说，“从这海直到那海”还另有意义。
1867年，英国国会通过著名的《英属北美法案》，特准加拿大立国。所谓“英属北美”，实指英国在加拿大的殖民地。同年，加拿大依据该法立国，取国号为 “Dominion of Canada”（加拿大自治领），成为第一个获准自治的前英国殖民地，除国防和外交事务外，所有国内事务均可以自行作主。然而，咬文嚼字的人认为“Dominion of Canada”不是《英属北美法案》的精确用语。该法只说“……加拿大省、新斯高沙省和纽宾斯域省将成立一个国号称为加拿大的自治领”（...... the Provinces of Canada, Nova Scotia, and New Brunswick shall form and be One Dominion under the Name of Canada），故加拿大的国号没有法律依据。在这里，加拿大省包括当时称为上加拿大的安大略省和下加拿大的魁北克省。加拿大一直以Dominion为国号的一部份。直到1950年代，加拿大将Dominion一词从国名删去。 1982年，加拿大从英国将《英属北美洲法》引渡回国，并将该法易名为《1867年加拿大宪法》，但没有删除其内的Dominion，故有人认为加拿大到目前依然是一个自治领。
Dominion源出《圣经》《诗篇》第72章第8节：He shall have dominion also from sea to sea，and from the river unto the ends of the earth（他要执掌权柄，从这海直到那海，从大河直到地极）。英国当年以宗教色彩比较浓厚的Dominion为加拿大这个新政治实体的名称，是不想美国误会英国打算在北美洲建立一个新帝国，导致双方关系紧张。
后来，加拿大人又从这一段《圣经》节取了“from sea to sea”，并以它的拉丁文版本“A Mari usque ad Mare”为座右铭，刻在加拿大盾徽之上。